# Mohombi
Mohombi Nzasi Moupondo (født 28. august 1986), almindelig kendt som Mohombi, er en svensk sanger-danser, producent-forfatter og komponist. Hans debutsingle "Bumpy Ride" blev udgivet i 2010.

## Biografi
Hans mor er svensk og hans far Congolesisk og han er født i Den Demokratiske Republik Congo; Mohombi har 14 brødre og søstre. Mohombi og hans bror Djo flygtede fra det krigshærgede land til Stockholm, Sverige i 1999. Han fik forskellige musikalske påvirkninger fra sine forældre, så fra begyndelsen af sin barndom udviklede Mohombi sin passion for sang. Han studerede musik på Rytmus ved Musikhøjskolen i Stockholm og havde sin scenedebut som 17-årig i en svensk genopførelse af musicalparodien Wild Side Story. Han fortsatte sine studier og tog bachelorgrad i musik. Han taler svensk, fransk, engelsk, swahili og lingala, to sprog i Den Demokratiske Republik Congo.
I Stockholm dannede Mohombi og hans bror, Djo Moupondo musikgruppen Avalon, der kombinerede dancehall og hip hop af tiden med indflydelse på afrikansk musik. Fra 2004 til 2008 solgte bandet mere end en halv million cd'er. I 2005 deltog Avalon i Melodifestivalen og i Eurovision Song Contest 2005 i Linköping, Sverige med sangen "Big Up" en engelsk- og fransk sang med et sprogindslag på Lingala.
Den 2. juni 2007 deltog de i Hood Peace Festival i Kista. I 2007 udgav Avalon-gruppen albummet Afro-Viking. Avalon har samarbejdet med sangskrivere som Bob Sinclar, Million Stylez, Mohamed Lamine og Silver Room, Alexander Papadimas og mange andre. I 2008 besluttede Mohombi at blive solist og flyttede til Los Angeles.
I 2011 lavede han sin første årlige udseendelse på MAD Video Music Awards i Athen, Grækenland, hvor han i duet med Katerína Stikoúdi, sang "Coconut Tree (Coconut Tree" Make Me Stay ").
Mohombi blev i juli 2015 inviteret til at repræsentere sit lands ungdom på et topmøde i De Forenede Nationer i New York. Han var også et jurymedlem i Best of the Best All Star-sæson 2015, den største talentudstilling i DRC.
I 2017 lancerede Mohombi #AfricaUnited, en platform for afrikanske kunstnere, hvis mål er at fremme musik fra kontinentet rundt om i verden. Sammen med Diamond Platnumz, Franko, Lumino, spiller han ved åbningsceremonien for African Cup of Nations.
I 2018 var Mohombi ambassadør for FN-organisationen WFP Verdensfødevareprogrammet.
I 2019 deltog Mohombi i Melodifestivalen 2019 med sangen "Hello", hvor han gik til finalen.
I 2020 vil Mohombi deltage i Melodifestivalen 2020 med sangen "Winners".
I december 2022 annoncerede Mohombi sit kandidatur til præsidentvalget i 2023 som en uafhængig kandidat..

## MoveMeant
Hans første udgivelse som soloartist var i samarbejde med svenske rapper Lazee on Do It, som er nummer 9 på de svenske hitlister. I Los Angeles blev Mohombi introduceret af venner til producent RedOne. Sangerens debutsingle, "Bumpy Ride", blev udgivet i USA i august 2010 og blev et verdensomspændende hit. Mohombi er Miss Me i Storbritannien i en duet med den amerikanske rapper Nelly. Hans tredje single "Dirty Situation" blev udgivet i Europa i november 2010 som en duet med Akon. "Coconut Tree" med Nicole Scherzinger er den fjerde single af hendes første album, MoveMeant, udgivet i Europa i februar 2011. Der er franske versioner af singlerne "Bumpy Ride", "Dirty Situation" og "Coconut Tree". I september 2011 udgav Mohombi en ny single, "Maraca", kun i Sverige. Sangen Suave (Kiss Me) (Suavemente) med Nayer og rapper Pitbull kommer også ud samme år og har mødt med succes rundt om i verden. Mohombi arbejder også med Pitbull på albummet Global Warming:Meltdown, på sangen "Sun in California" i samarbejde med DJ duo/Producer Robotic Playb4ck. I januar 2012 udsendte Mohombi titlen "In Your Head" fra albummet MoveMeant.

## 2014-
I 2014, besluttede Mohombi at forlade Universal Music og underskrev med sit egen label La Clique Music og udgav derefter albummet Universe hans andet studiealbum.
I 2014, samarbejdede Mohombi med Shaggy på titlen Habibi (I Need Your Love), med Costi Ioniţă og Faydee med en international tur.
I 2015, samarbejdede Mohombi med Pitbull på Baddest Girl In Town, der byder på med Wisin.
I 2016, samarbejdede Mohombi med Joey Montana på titlen Picky (Remix), der byder på med Akon.
I 2017, åbnede Mohombi sin ufm94.7 radiostation i Den Demokratiske Republik Congo.
i 2017, samarbejdede Mohombi med Arash på titlen Se Fue.

## Priser/nomineringer
- Best Act i Europa og Caribien

Vinder af KORA All African Music Award 2003.
- Bedste handling i Europa og Caribien

Nomineret til KORA All African Music Award 2004.
- 2005: Svensk kvalifikation melodifestivalen.
- 2005: Finalist i Eurovision Sangkonkurrence 2005!.
- Bedste afrikanske kunstner / gruppe. KORA All African Music Award Nomineret 2008/2009: 2009-2010.
- 2011: Græsk Music Awards Nomination for Bumpy Ride.
- 2011: MTV Europe Music Awards nomineret til bedste svenske sanger i år.
- 2011: Nomineret til svenske Grammis til Bumpy Ride.
- 2015: Mohombi får en Latin Italian Music Award for sin deltagelse på Pitbulls album DALE for årets bedste latinske rytmealbum.
- I 2016 opnår Mohombi en Billboard Latin Music Awards for hans deltagelse på Pitbulls album Dale for Latinens bedste album af året.
- I 2016 Mohombi er den første congolesiske til at vinde en Grammy Award for hans deltagelse på albummet Dale de Pitbull, I kategorien: Årets bedste album.
- I 2017 er Mohombi nomineret til Big Apple Music Awards i kategorien: Best African Act Awards.
- I 2018 nomineres Mohombi til Daf Bama Music Awards i kategorien Bedste Afrikanske Årets Kunstner.
- I 2018: Mohombi er nomineret til Latin Grammy Awards for at være komponist på albummet Vibras af J Balvin.
- 2019: Mohombi vinder en præmie i BMI Award 2019, i kategorien: Contemporary Latin Song of the Year at være komponist i titlen "Mi Gente" af J Balvin.
- 2020: Mohombi vinder en BMI-pris i kategorien Årets moderne latin-sang som komponist om titlen "Dinero" af Jennifer Lopez.

## Diskografi

### Album
- 2011: MoveMeant.
- 2014: Universe.
- 2020: Rumba 2.0.

### Singler og samarbejde
- 2010: "Do It" featuring Lazee.
- 2010: Bumpy Ride
- 2010: Bumpy Ride(Remix), (Featuring, Pitbull).
- 2010: "Dirty Situation" featuring Akon.
- 2011: "In Your Head".
- 2011: "Coconut Tree" featuring Nicole Scherzinger.
- 2011: "Suave" Featuring Pitbull, Nayer.
- 2012: "Crazy 4 U" featuring Karl Wolf.
- 2012: "Addicted" - DJ Assad, Craig David & Greg Parys.
- 2013: "I Found a Way" featuring Werrason.
- 2013: "Let her go (Passenger Remix)".
- 2014: "Movin", featuring Birdman, KMC, Caskey.
- 2014: "I Need Your Love" featuring Shaggy, faydee, costi.
- 2015: "Te Quiero Mas" featuring Shaggy, Don Omar, Faydee, Costi, Farruko.
- 2015: "Hasta Que Salga El Sol" featuring DJ Chino, Farruko.
- 2015: Vive la vida, Featuring Nicole Cherry.
- 2015: "Baddest Girl In Town" featuring Pitbull, Wisin.
- 2016: Turn Me On, (Feat, DJ Politique).
- 2016: "Picky Picky (Remix)" featuring Joey Montana, Akon.
- 2016: "Let Me Love You" featuring DJ Rebel, Shaggy.
- 2016: "Le Temps Passe" featuring DJ Assad, Dalvin.
- 2016: "Infinity"
- 2016: "Habibi feat" Natalia Gordienko.
- 2016: "Bottoms Up". Feat Alexandra Joner.
- 2016: Legalize It,(Feat, Miami Rockets, Nicola Fasano, Noizy).
- 2016: Kiss Kiss, (Feat. DJ R'AN, Big Ali).
- 2017: Kiss Kiss Remix. (Featuring, Ardian Pujubi, DJ R'AN, Big Ali).
- 2017: "We on Fire" featuring D.Kullus.
- 2017: La vie en rose (Feat. DJ Antoine).
- 2017: "Zonga Mama" featuring Fally Ipupa.
- 2017: "Rockonolo ( Remix )" featuring Diamond Platnumz, Lumino, Franko.
- 2018: "Another Round" featuring, Pitbull, Nicola Fasano & Alex Guesta.
- 2018: Come Closer,(Feat Roberto).
- 2018: Balans(French Version), (Feat Alexandra Stan).
- 2018: Mr Loverman.
- 2018: Mr loverman (Emrah turken floorfilla remix).
- 2018: African Crew: La Magie, (Featuring. Akuma, Hanane, Jaylann).
- 2018: Coconut Lover, (af Dogge Doggelito, med Anthony Sky).
- 2019: Claro que si, (af. Juan Magán, Yasiri, Hyenas).
- 2019: Claro Que Si (Jose Am & LI4M Remix), (af. Juan Magán, Yasiri, Hyenas).
- 2019: Hello.
- 2019: Hello (Remix), (Feat. Youssou N'Dour).
- 2019: Ndeko Yako.
- 2019: Rail On (Papa Wemba Tribute).
- 2019: Hello (Carnival Brain Remix).
- 2019: My Love.
- 2019: Tetema Remix, (Feat. Rayvanny, Pitbull, Jeon & Diamond Platnumz).
- 2019: I2I (Eye To Eye).
- 2020: Winners.
- 2020: Plus Fortes (Mama).
- 2020: The One (Feat. Klara Hammarström).
- 2020: Take Back Your Life, (Feat. Duguneh, Sha).
- 2020 : Take Back Your Life (Crystal Rock & Marc Kiss Remix), (Feat. Duguneh, Crystal Rock, Sha, Marc Kiss).
- 2021 : Just Like That, (Feat. Mr P).
- 2021 : SOS, (Feat. Lumino, Yekima, Danyka, Majoos, J. Tshimankinda, Christmas, Alesh, Demba).
- 2021 : Tayari, (Feat. Diamond Platnumz, Sergei Baka).
- 2024 : Oh Na Na.